# 莫尔贝根
莫尔贝根（德語：Molbergen，發音：[ˈmɔlbɛʁɡn̩]）是德国下萨克森州克洛彭堡县的市镇，面积为102.56平方千米，2023年12月31日总人口为9,567人。